# Resistance 3
Resistance 3 est un jeu vidéo de tir subjectif développé par Insomniac Games et édité par Sony Computer Entertainment. Il s'agit de la suite de Resistance 2 et est sorti exclusivement sur PS3 en septembre 2011.

## Annonce
Il a été annoncé lors de la gamescom 2010 durant la conférence Sony.

L'annonce a été faite par une vidéo utilisant de vraies personnes et tourné comme un film et une affiche a été perçue avant sa révélation, ce qui permettait de savoir que cet opus était en préparation.

## Synopsis
L'histoire prend place quatre ans après celle de Resistance 2. Les Chimères ont désormais envahi les États-Unis et les survivants humains sont de moins en moins nombreux. Joseph Capelli dit Joe a été renvoyé des sentinelles après avoir abattu Nathan Hale (voir fin de Resistance 2) et vit désormais à Haven dans l'Oklahoma, où il a fondé une famille et d'où il mène la résistance contre les Chimères depuis plusieurs années déjà, jusqu'au jour où le Dr Malikov vient jusqu'à lui pour lui confier une mission : celle de détruire à New York une tour chimérienne à l'origine d'un  passage spatio-temporel entre la Terre et la planète originelle des Chimères, permettant ainsi la venue des chimères pures. Cette tour refroidit lentement la température de la Terre, les Chimères pures ne pouvant pas survivre dans les milieux chauds. Capelli refuse de prime abord, mais quand les extraterrestres attaquent sa ville et sa famille en force, il accepte finalement cette ultime mission pour sauver l'humanité et arrêter les Chimères une fois pour toutes.

## Bonus de précommande
Voici la liste des différents bonus que vous pouvez obtenir en fonction de l'enseigne :
- le skin des Forces du SRPA pour le mode multijoueur
- le skin de Nathan Hale contaminé pour le mode multijoueur
- un objet multijoueur exclusif : la grenade incendiaire
- un titre multijoueur exclusif, "Sentinelle"
- la possibilité de débuter au niveau 5
- un collier en dents de chimères

## Versions du jeu
- Pack 3D : Il s'agit donc d'un pack écran 3D avec 2 paires de lunettes et le jeu Resistance 3. En jouant à 2 en 3D, chacun des 2 joueurs se voit jouer dans l'intégralité de l'écran.

- Pack PS3 : Il est composé du jeu Resistance 3 ainsi qu'une manette et une PS3.

- Doomsday Edition : Composé d'un Sharp Shooter, du jeu Resistance 3, d'une caméra Playstation Eye, d'un PSMove et une manette de navigation.

- Standard Edition : Il est question du jeu sans aucun bonus.

- Spéciale Edition : Il contient un blu-ray du jeu présenté sous forme de disque vinyle, ainsi qu'un code permettant d'obtenir l'ensemble des bonus de précommande téléchargeables.

- Survivor Edition : Elle est quant à elle bien plus fournie, puisqu'elle contient un livré avec un sac de toile, une cible à l'effigie d'une Chimère, un set de figurines "combat pour la liberté", le carnet de route de Joseph Capelli (le héros de ce troisième volet), ainsi que le jeu de cartes et la flasque des soldats du SRPA.

## DLC
- Brutality Pack (Pack Barbare) : Ce pack est disponible sur le Playstation Store au prix de 3€99 depuis le 7 décembre 2011. Il contient un mode Horde, dans lequel des hordes de Grims tentent de vous tuer. Le mode fonctionne en coopératif, que ce soit en ligne ou devant un même écran. À noter que la musique provient de Mastodon. Le groupe offre sept chansons différentes, dont trois provenant de leur dernier album, ainsi que deux versions instrumentales. Finalement, ce pack débloque le Sledgehammer (La Masse) pour tous, ajoute un skin pour Mick Cutler et un thème PS3 nommé Warden.

- Survival Pack (Pack Survivant)  : Ce pack est disponible sur le Playstation Store au prix de 3€99 depuis le 12 octobre 2011. Il contient un nouveau mode multijoueur, appelé Invasion, dans lequel humains et chimères devront prendre possession de plusieurs points de contrôle et les conserver le plus longtemps possible. On trouvera également un thème aux couleurs de ce pack pour le XMB de votre console ainsi que quelques skins multijoueur (Herbert, Glenda, Jean, Charlie).

## Informations
Les armes trouvées pourront toutes être portées et être améliorées au cours du jeu (comme dans Ratchet and Clank, autre série des mêmes développeurs).
Resistance 3 proposera un mode multijoueur, mais ne reprendra pas celui de Resistance 2, dans lequel jusqu'à 64 personnes peuvent jouer sur la même map.

## Les Musiques
Comme dans chaque jeu, la musique joue un rôle très important. Voici donc la liste des musiques du jeu, toutes réalisées par Boris Salchow :
- You Are the Resistance
- Life in Haven Town
- The Fall of Haven Town
- Into the Fog
- Exploring St. Louis
- The Remnants
- VTOL Crash
- Meet Jean Rose
- In Satan's Realm
- Pray for Us
- Penn Prison
- Into the Pit
- Invasion
- Fighting the Chimera
- Tell Susan I Loved Her
- Terraformer
- Epilogue

## Armes du jeu
Les armes de Resistance 3 sont le Rossmore, le Nettoyeur, le Sniper, le Magnum, la Carabine M5A2, la Masse, le Mutateur, le Foreur, le Décapeur, la Fournaise, le Cryotir et l'Atomiseur. Chaque arme est dotée d'un tir primaire ainsi qu'un tire secondaire, ce système de tir est typique de la série. Toutes les armes peuvent bénéficier d'améliorations à la suite d'une utilisation répétée de l'arme.

## Voix françaises
Laura Blanc : Susan Capelli
Marc Alfos : Mick